# Zamorocennea, Șepetivka
Zamorocennea (în ucraineană Заморочення) este un sat în comuna Horodneavka din raionul Șepetivka, regiunea Hmelnîțkîi, Ucraina.

## Demografie
Componența lingvistică a localității Zamorocennea
     Ucraineană (97,37%)
     Rusă (2,63%)
Conform recensământului din 2001, majoritatea populației localității Zamorocennea era vorbitoare de ucraineană (97,37%), existând în minoritate și vorbitori de rusă (2,63%).